# Лори Алексия
Лори Алексия (на английски: Lori Alexia) е артистичен псевдоним на американската порнографска актриса Лора Ан Евънс (на английски: Lora Ann Evans) (1980-2011).

## Биография
Лора Ан Евънс е родена на 2 март 1980 г. в град Бриджтаун, Барбадос. На 7-годишна възраст се премества в Хаваите, където живее до 12-годишна възраст.
Започва да се занимава като танцьорка по клубовете. През 2002 г. печели титлите Мис чуждестранен танцьор Северна Каролина и Най-добро дупе.

### Кариера
През 2004 г. дебютира в порнографската индустрия. Работи за компании като Hustler, Elegant Angel, Wicked Pictures, New Sensations, и Red Light District.
През 2006 г. е номинирана за AVN награда за най-добра нова звезда. През 2008 г. се оттегля от порнографската индустрия и се посвещава на музикалната си кариера.

### Смърт
На 19 септември 2011 г. е простреляна в главата и гърдите в квартирата си в Бруклин, Ню Йорк, от съквартирантката си Woody Borgella, при спор за пари.